# Бычий глаз (окно)

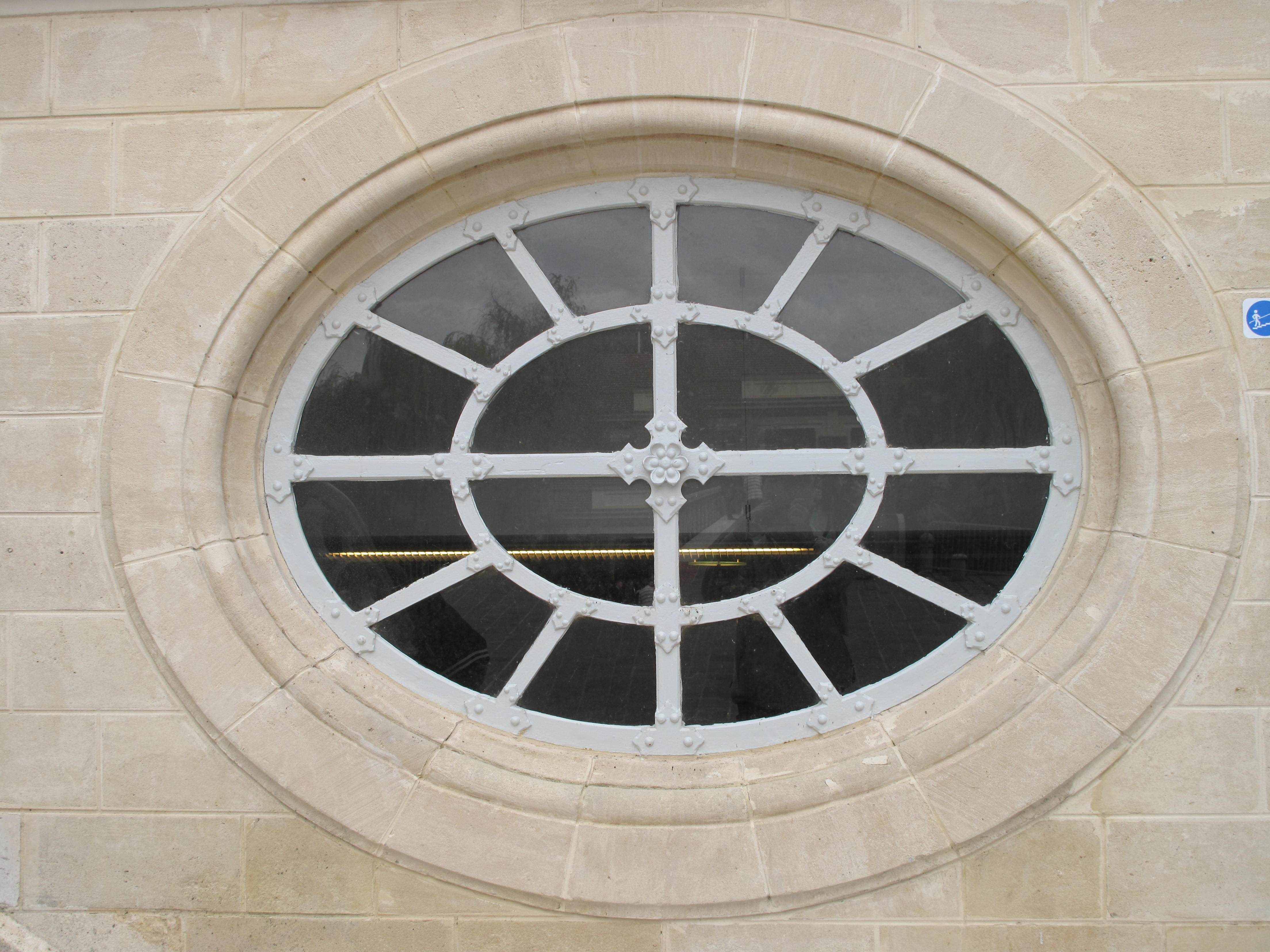
«Бычий глаз» (Франция)

Бычий глаз (фр. œil-de-bœuf, нем. Bullenauge — «глаз быка») — небольшое окно круглой или овальной формы.
В средневековой архитектуре «бычьим глазом» называли чердачное окно, проём которого имел вытянутую и заострённую к углам форму, напоминавшую глаз быка. Позднее, в XVII—XVIII веках, так стали называть окно в форме горизонтально расположенного овала. Иногда «бычий глаз» отождествляют с окном «перла барокка» — овальным окном неправильной формы, напоминающим искривлённую жемчужину, что отчасти связано с этимологией слова «барокко» как названием архитектурного стиля.
В современной терминологии «бычий глаз» обозначает, как правило, окно именно овальной формы. Однако в ряде источников говорится, что этим термином может называться и круглое окно.
Некоторые авторы отождествляют окно «бычий глаз» с окулюсом. Другие отмечают, что принципиальным отличием является именно овальная форма первого. Энциклопедия «Британника» называет в качестве характерной особенности этого типа окон их сходство с колесом: металлические сочленения расходятся из центра, подобно спицам колеса.

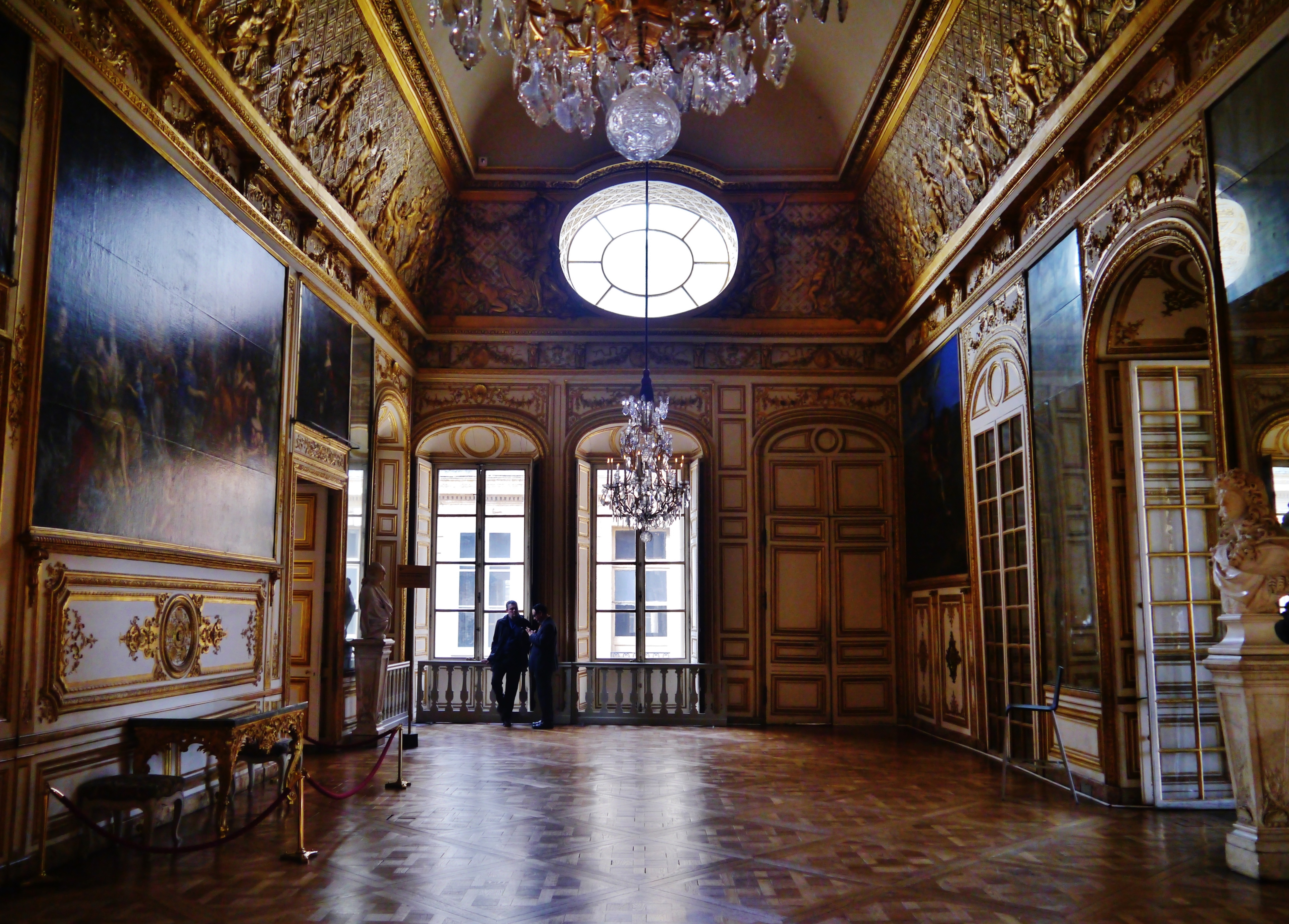
«Салон с бычьим глазом». 1701. Версаль. Архитектор П. Лепотр

Французский вариант окна «бычий глаз» в форме лежачего овала применяли в эпохи Людовика XIV, Регентства и рококо. В светских интерьерах такие окна часто устраивали на падугах. Так, например, П. Лепотр в 1701 году создал в Большом дворце Версаля интерьер аванзала, падуги которого украшены большими овальными окнами, одно напротив другого (одно окно выходит во двор, а противоположное сделано ложным и представляет собой зеркало). Комната получила название «Салон с бычьим глазом» («Le salon de l'Œil-de-bœuf»).